# Wakefield (sèrie de televisió)
Wakefield és una sèrie de televisió de drama australiana de vuit episodis que es va estrenar a ABC iview el 2 d'abril de 2021 i es va emetre a ABC Television en episodis setmanals a partir del 18 d'abril. S'ha doblat i subtitulat al català.
Als ARIA Music Awards 2021, la banda sonora va ser nominada a la ARIA Award a la millor banda sonora original, repartiment o àlbum d'espectacles. El segell d'aquesta banda sonora són les variacions notablement diferents de «Come On Eileen» de Dexys Midnight Runners.

## Sinopsi
Wakefield és un misteri psicològic que gira al voltant del personal i els pacients que ocupen la sala C d'un hospital psiquiàtric a les Muntanyes Blaves de Nova Gal·les del Sud, centrat en la infermera psiquiàtrica Nik.